# أنومانثان كومار
أنومانثان كومار (14 يوليو 1994 بسنغافورة - ) هو لاعب كرة قدم سنغافوري في مركز الوسط. شارك مع منتخب سنغافورة لكرة القدم. أما مع النوادي، فقد لعب مع يانج لايونز.

## روابط خارجية
- أنومانثان كومار على موقع قاعدة بيانات كرة القدم.إي يو (الإنجليزية)
- أنومانثان كومار على موقع ناشيونال فوتبول تيمز (الإنجليزية)
- أنومانثان كومار على موقع Soccerway.com (الإنجليزية)
- أنومانثان كومار على موقع عالم كرة القدم.نت (الإنجليزية)